# Polnischer freiwilliger Bergrettungsdienst

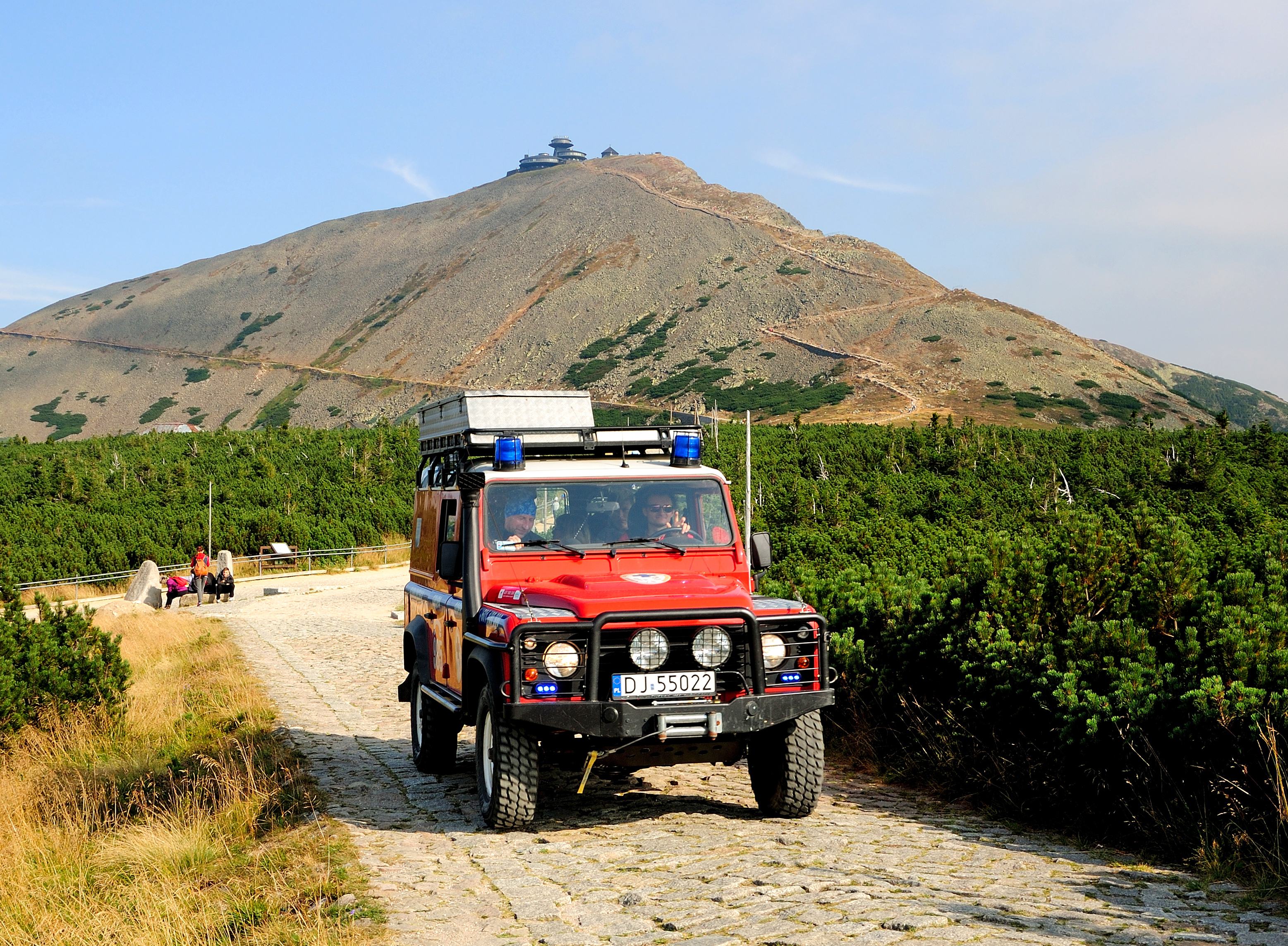
Fahrzeug vor der Schneekoppe

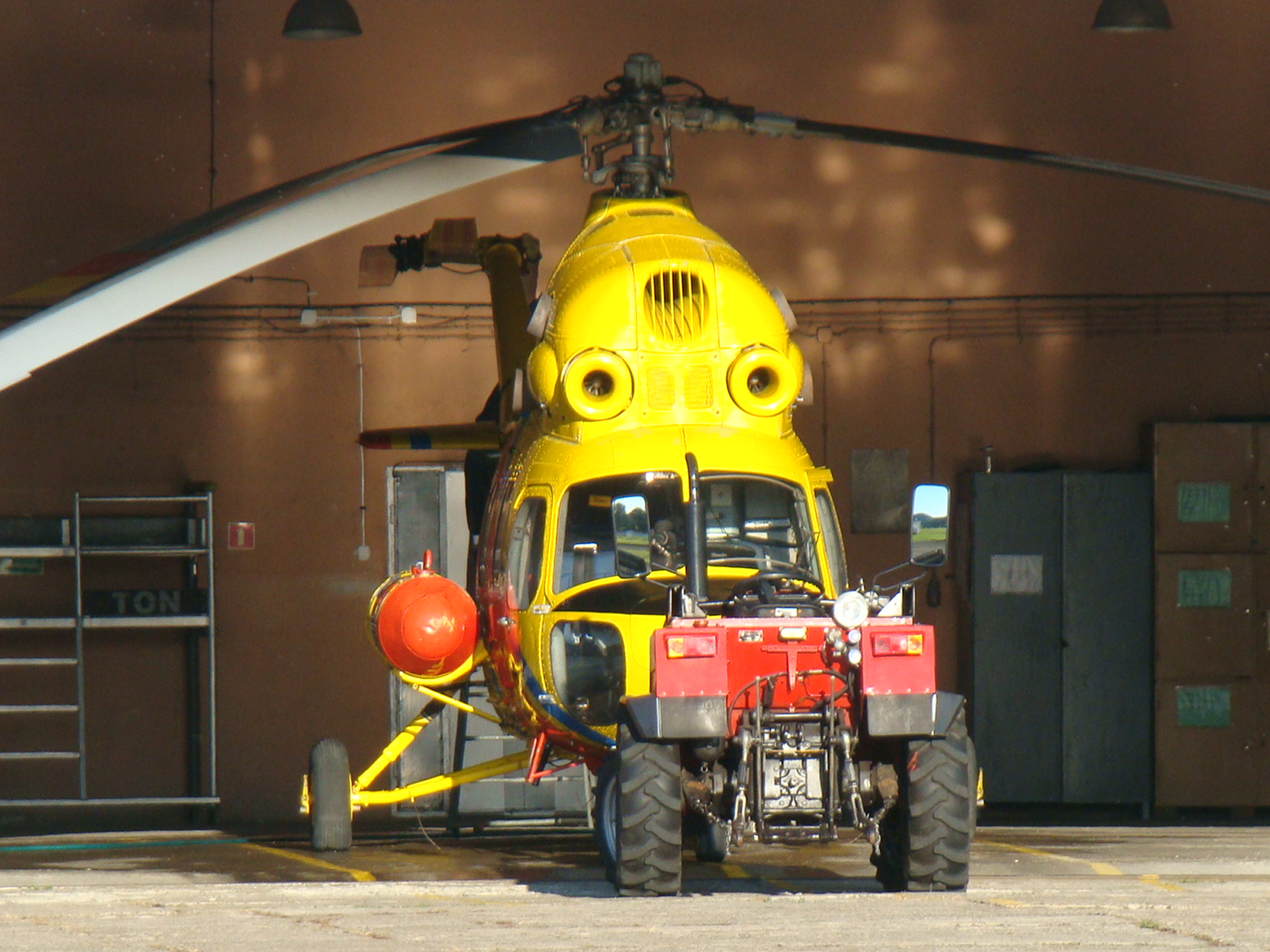
Rettungshubschrauber in Sanok

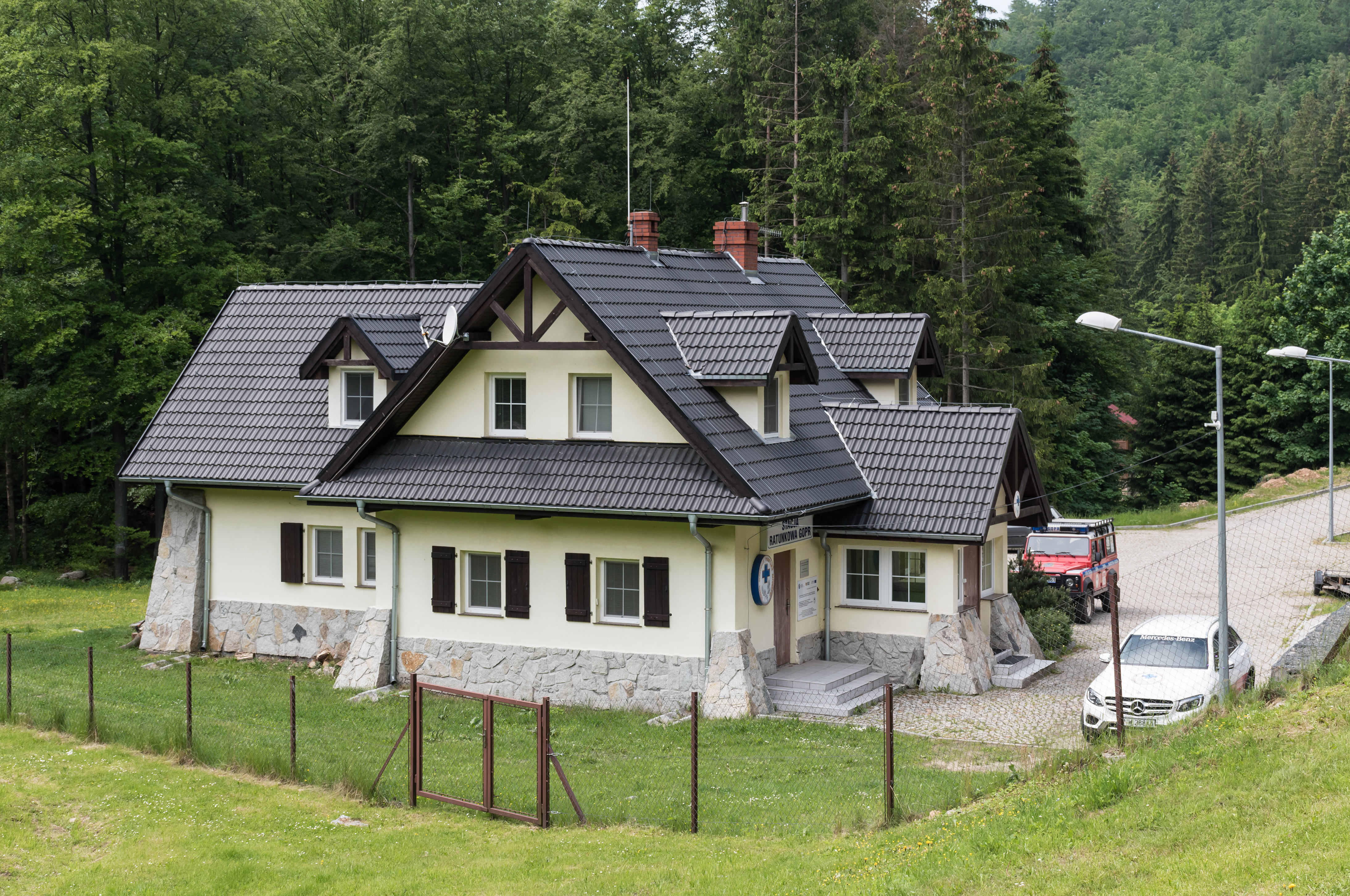
Station in Międzygórze

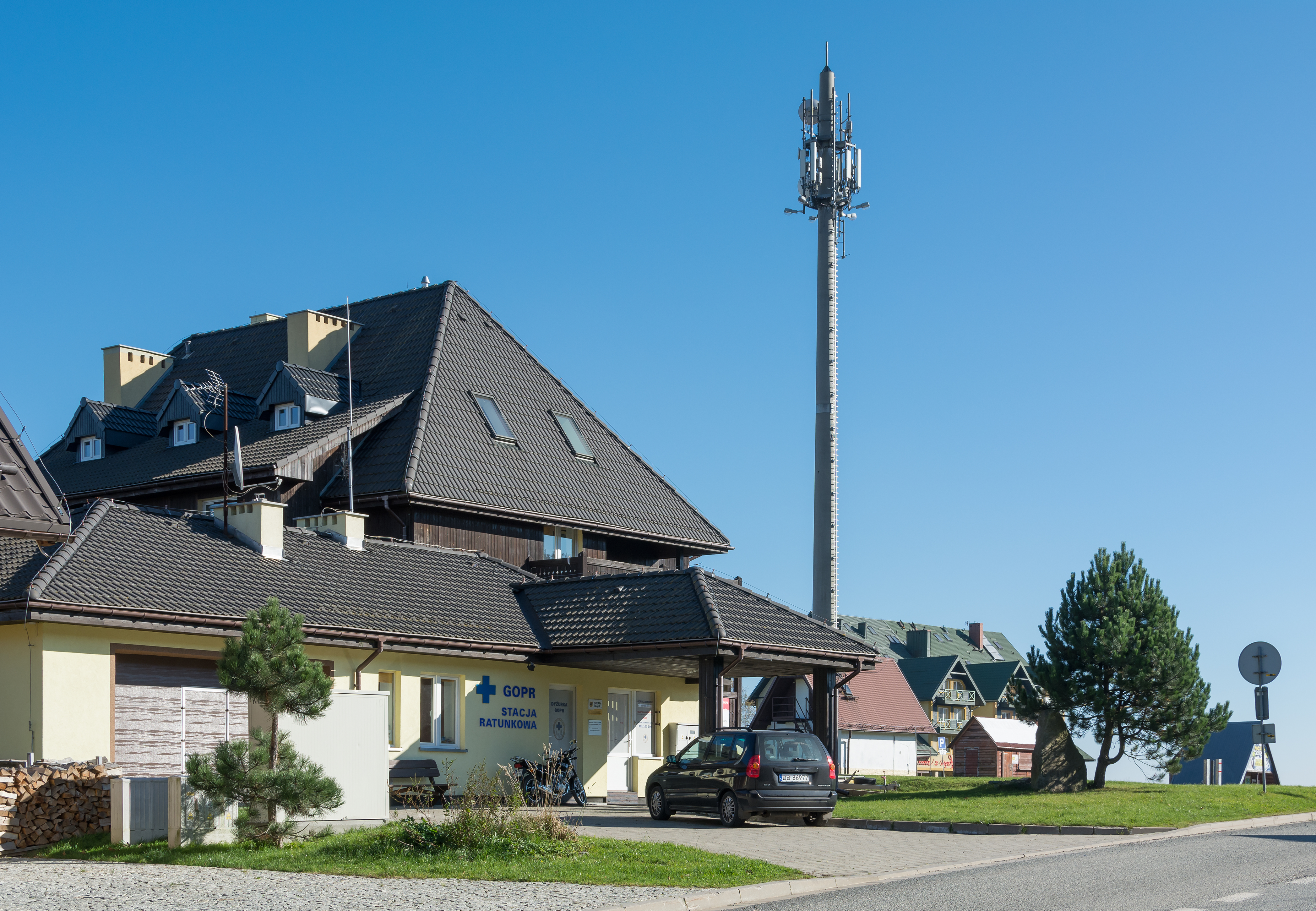
Station in Zieleniec

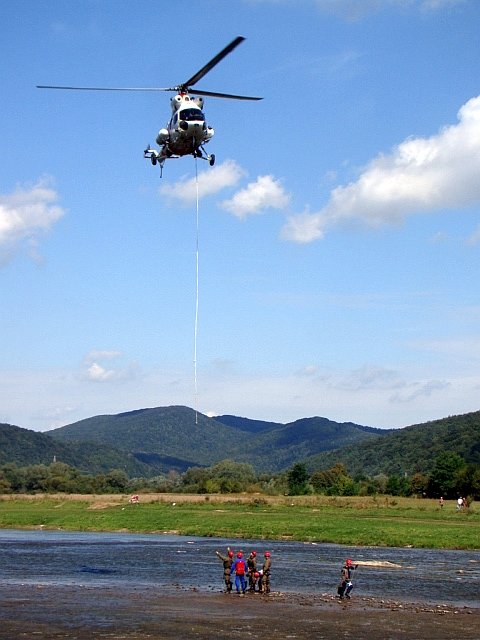
Einsatz in Bieszczady

Der Polnische freiwillige Bergrettungsdienst (polnisch Górskie Ochotnicze Pogotowie Ratunkowe GOPR) ist in Polen im Bergrettungsdienst und im Naturschutz tätig. In der Tatra ist der die unabhängige Tatrzańskie Ochotnicze Pogotowie Ratunkowe (TOPR) als Hilfsorganisation im Rettungsdienst tätig. Sitz der GOPR ist gleichwohl Zakopane.

## Aufgaben
Die Aufgaben der Bergwacht sind vielfältig:
Leben retten:
- Rettung (und Bergung von tödlich Verunfallten) aus alpinem und unwegsamen Gelände
- Höhenrettung
- Medizinische Versorgung von Verunfallten
- Suche von vermissten Personen (siehe auch Search and Rescue)
- Rettung aus Lawinen, Schluchten und Höhlen
- Betreuung und Unterstützung von Angehörigen (Kriseninterventionsdienst)
- Unterstützung des bodengebundenen Rettungsdienstes und Katastrophenschutz

Natur bewahren:
- Durchführung von Naturschutzstreifen und Naturschutzprojekten
- Unterstützung der Naturschutzwacht und der Naturschutzbeiräte
- Unterstützung der geförderten Naturschutzprojekte
- Öffentlichkeits- und Jugendarbeit im Natur- und Umweltschutz

## Geschichte
Die GOPR wurde 1952 durch Zwangsvereinigung älterer Bergrettungsdienst in Zakopane gegründet, insbesondere der TOPR. Die TOPR wurde 1991 erneut aus der GOPR ausgegliedert und ist seitdem wieder selbständig. Die GOPR verzeichnet ca. 10 Einsätze pro Tag.

## Gliederung
Die GOPR gliedert sich in sieben Regionalverbände:
- Bieszczady
- Krynica
- Podhale
- Krakau-Tschenstochauer Jura
- Beskiden
- Wałbrzych-Kłodzko
- Riesengebirge